# Kabru

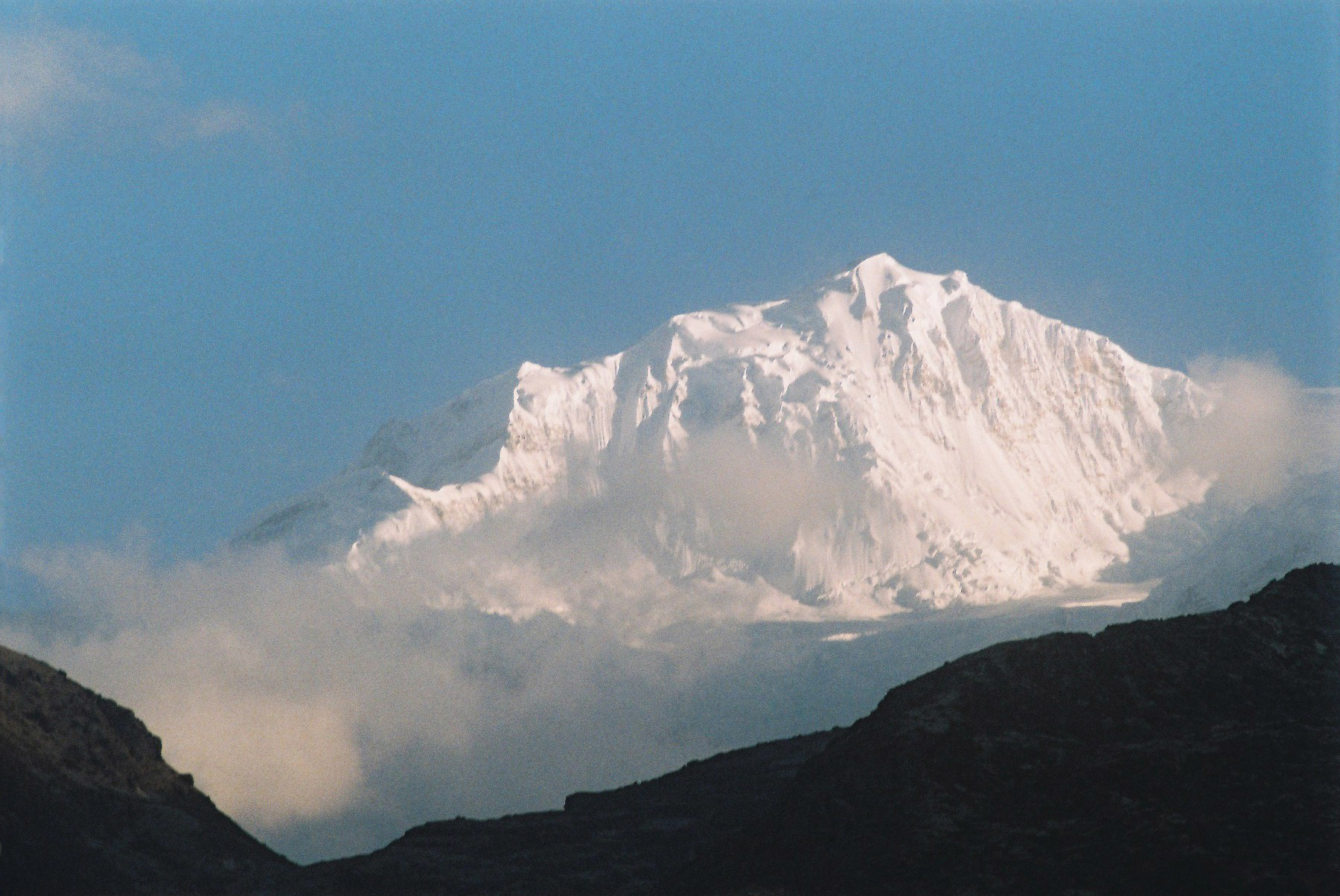
Kabru South od jihu

Kabru je hora vysoká 7 412 m n. m. (7 395 m dle jiných zdrojů) v pohoří Himálaj na hranici mezi Nepálem a Indií. Je součástí hřebene, který se rozprostírá na jih od Kančendžengy a je nejjižnějším vrcholem přesahujícím 7 000 metrů na světě.

## Vrcholy
Vrcholy hřebene ze severu na jih:
- Kančendženga – jižní vrchol (8 476 m)
- Talung (7 349 m)
- Kabru – nejvyšší vrchol hřebene (7 412 m) někdy také označován jako Kabru III nebo Kabru IV
- Kabru North (7 338 m)
- Kabru South (7 318 m) je nejjižnější sedmitisícový vrchol na světě

Na jihozápad od Kabru South se nachází sedlo (6 400 m) a vrchol Rathong (6 682 m). Směrem na jihovýchod leží 6 600 m vysoký Kabru Dome.

## Historie výstupů
Kabru North je vrcholem horolezeckého výškového rekordu buď v roce 1883, nebo v roce 1907. Angličan William Graham, švýcarský hotelier Emil Boss a švýcarský horský průvodce Ulrich Kauffmann hlásili, že dosáhli 8. října 1883 bodu asi 10 metrů pod vrcholem. Výstup byl zpochybňován členy alpského klubu, nedávná analýza však naznačuje, že horolezci možná nakonec dosáhli uváděné výšky. Pokud Graham, Boss a Kaufmann vylezli do výšky asi 7 325 m na Kabru North, byl to v té době pozoruhodný úspěch a držení výškového rekordu po dobu 26 let (v roce 1909 expedice vedená Ludvíkem Amadeusem Savojsko-Aostským dosáhla výšky 7 500 m na Čogolise).
Pokud je jejich výstup neuznán, stejný vrchol se nicméně stal místem nesporného výškového rekordu 20. října 1907, kdy Norové Carl W. Rubenson a Monrad Aas vylezli do výšky 50 m pod vrcholem. Rubenson a Aas věřili, že Kauffmann, Boss a Graham dosáhli stejného místa.
Na vrchol Kabru North dosáhl C. R. Cooke dne 18. listopadu 1935 bez kyslíku. Šlo o nejvyšší sólovýstup až do roku 1953.
Podle Himálajského žurnálu z roku 1996 (s. 29-36) se členové indické armádní expedice dostali na vrchol Kabru IV v květnu 1994. Vylezli také na vrchol Kabru South indickou stranou ve stejném roce.
V roce 2004 se skupina srbských horolezců neúspěšně pokusila vylézt na vrchol. Série lavin donutila skupinu, aby se výstupu vzdala.
Severní a severozápadní pilíř Talungu poprvé vylezli v roce 2015 dva ukrajinští horolezci, Michail Fomin a Nikita Balabanov, kteří byli za výstup oceněni Zlatým cepínem. Byl to pátý výstup na vrchol Talungu.